# Petar Bakula (revolucionar)
Petar Bakula (Rastovača kod Posušja, 3. veljače 1947. – 1972.?), bio je hrvatski politički emigrant i revolucionar.
Bio je članom Hrvatskog revolucionarnog bratstva koji je bio u Bugojanskoj skupini.
U borbi s jugoslavenskim vlastima je ranjen kod brane Peruće 15. srpnja 1972. godine. Nije točno poznato je li poginuo na mjestu ili je umro od rana, no smatra se da je vrlo vjerojatno smaknut 1972. godine. 